# Melanoseps
Melanoseps is een geslacht van hagedissen uit de familie skinken (Scincidae).

## Naam en indeling
De wetenschappelijke naam van de groep werd voor het eerst voorgesteld door George Albert Boulenger in 1887. Er zijn acht soorten, inclusief de pas in 2006 beschreven soorten Melanoseps emmrich en Melanoseps pygmaeus.
De wetenschappelijke geslachtsnaam Melanoseps betekent vrij vertaald 'zwart rottend'; μέλας (mélas) = zwart en σήψ (sḗps) = rottend.

## Uiterlijke kenmerken
De verschillende soorten bereiken een lichaamslengte van ongeveer 10 tot 20 centimeter. Het lichaam is geheel pootloos, de schubben zijn zeer glad en glanzend.

## Verspreiding en habitat
Alle soorten komen voor in Afrika, ten zuiden van de Sahara. De soorten zijn te vinden in de landen Angola, Centraal-Afrikaanse Republiek, Congo-Kinshasa, Equatoriaal-Guinea, Gabon, Kameroen, Kenia, Malawi, Mozambique, Tanzania en Zambia. Vijf soorten leven endemisch in Tanzania.
De habitat bestaat uit losse bodems of gebieden met een strooisellaag waar de dieren in kunnen graven en schuilen. De vrouwtjes zijn eierlevendbarend en zetten geen eieren af, de jongen komen levend ter wereld. Per worp komen meestal twee tot zes juvenielen tevoorschijn die relatief groot zijn in vergelijking met de ouderdieren.
Door de internationale natuurbeschermingsorganisatie IUCN is aan twee soorten een beschermingsstatus toegewezen. Een soort wordt beschouwd als 'veilig' (Least Concern of LC) en Melanoseps emmrichi wordt gezien als 'bedreigd' (Endangered of EN).

## Soorten
Het geslacht omvat de volgende soorten, met de auteur en het verspreidingsgebied.
| Naam                    | Auteur                     | Verspreidingsgebied                                                                        |
| ----------------------- | -------------------------- | ------------------------------------------------------------------------------------------ |
| Melanoseps ater         | Günther, 1873              | Congo-Kinshasa, Kenia, Malawi, Mozambique, Tanzania, Zambia                                |
| Melanoseps emmrichi     | Broadley, 2006             | Tanzania                                                                                   |
| Melanoseps longicauda   | Tornier, 1900              | Tanzania                                                                                   |
| Melanoseps loveridgei   | Brygoo & Roux-Estève, 1982 | Tanzania, Zambia                                                                           |
| Melanoseps occidentalis | Peters, 1877               | Angola, Centraal-Afrikaanse Republiek, Congo-Kinshasa, Equatoriaal-Guinea, Gabon, Kameroen |
| Melanoseps pygmaeus     | Broadley, 2006             | Tanzania                                                                                   |
| Melanoseps rondoensis   | Loveridge, 1942            | Tanzania                                                                                   |
| Melanoseps uzungwensis  | Loveridge, 1942            | Tanzania                                                                                   |